# Joseph Johann Anton von Schade zu Antfeld
Joseph Johann Anton von Schade zu Antfeld (* 25. September 1710 in dem Schloss Antfeld bei Olsberg; † 30. Juni 1776) war ein Kurkölner Geheimer Rat, Amtsdroste, Berghauptmann, Deputierter und Domherr.

## Leben

### Herkunft und Familie

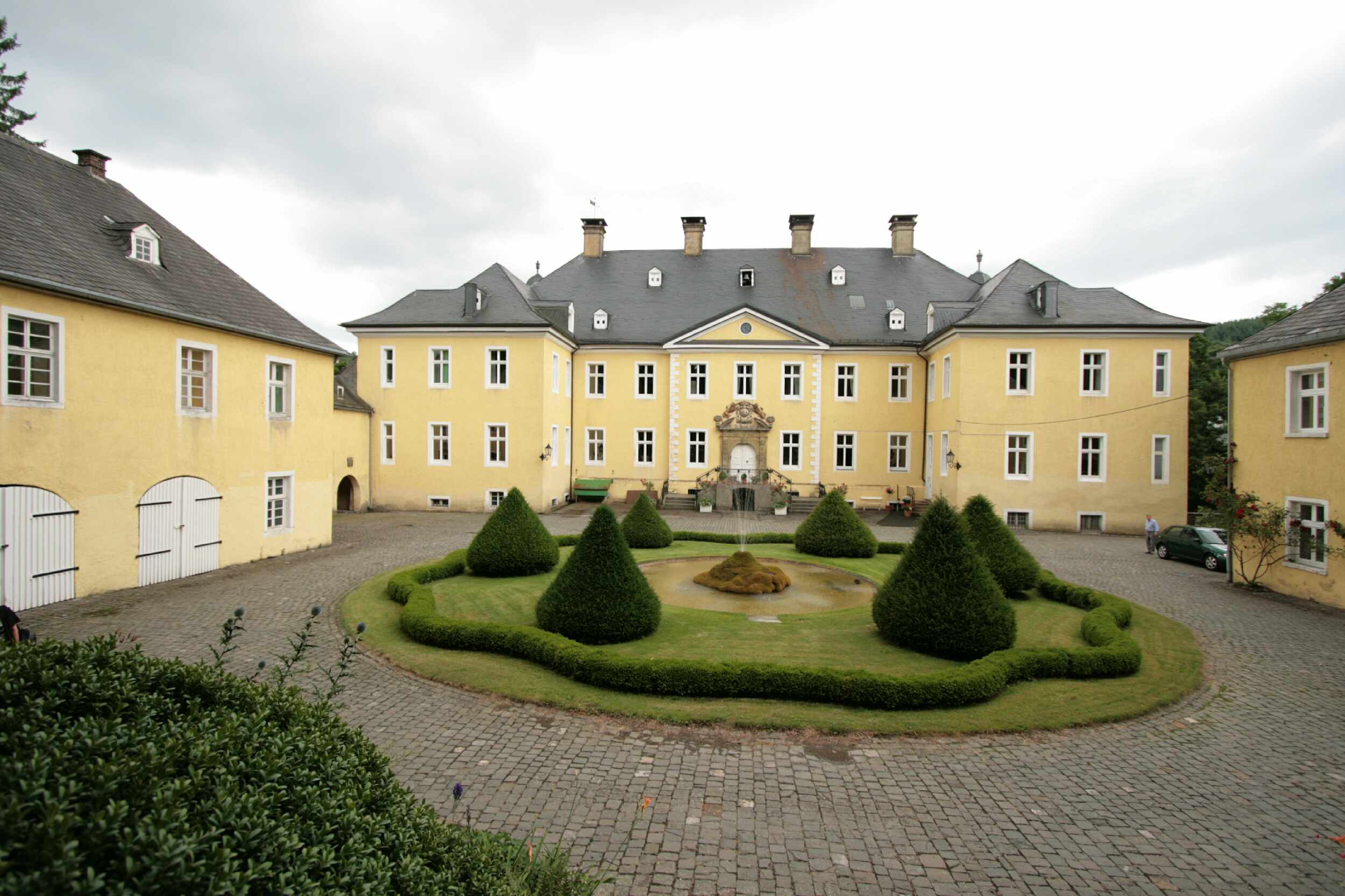
Schades Geburtshaus, das Schloss Antfeld in Olsberg-Antfeld, gebaut 1705 (Foto: 2008)

Joseph Johann Anton von Schade zu Antfeld war ein Sohn des Christoph Bernhard von Schade zu Antfeld († 1724, Kurkölner Geheimer Rat, Bauherr des Schlosses Antfeld) und dessen Ehefrau Johanna Dorothea von Ense zu Westernkotten.

### Werdegang und Wirken
1726 hat Schade (als Jugendlicher) von dem Papst Clemens XII. die Pfründe als Domherr des St.-Paulus-Doms in Münster erhalten, nachdem sie durch den Tod des Dompropstes Georg Wilhelm Wolff von Gudenberg unbesetzt geworden war. 1733 hat Schade (22-jährig) Sophia Elisabeth von Weichs zu Körtlinghausen geheiratet. Wegen des Zölibats ist damit diese Pfründe an den Turnar Heidenreich Adolf von Nagel zu Loburg gegangen, der sie anschließend im August 1733 an seinen Schwager Philipp Franz von Weichs verliehen hat.

### Ämter
- Geheimer Rat
- Amtsdroste des Amtes Brilon
- Berghauptmann des Bergamtes des Herzogtums Westfalen
- Deputierter der Westfälischen Ritterschaft
- Domherr des St.-Paulus-Doms in Münster